# ۴۷۲ (میلادی)
۴۷۲ (میلادی) چهارصد و هفتاد و دومین سال تقویم میلادی است.

## رویدادها
- رابطهٔ ریکیمر، فرماندهٔ قدرتمند ژرمانی‌تبار و پادشاه‌ساز روم غربی با امپراتور دست‌نشانده‌اش آنتمیوس به دنبال شکست‌های سنگین او در جنگ علیه وندال‌ها و ویزیگوت‌ها رو به تیرگی می‌گذارد و ریکیمر رم، مقر آنتمیوس را محاصره می‌کند.
- الیبریوس از سوی ریکیمر به امپراتوری روم غربی منصوب می‌گردد.
- رم پس از سه ماه مقاومت فتح می‌شود و آنتمیوس به هنگام فرار دستگیر شده و گردن زده می‌شود.
- ریکیمر کمی پس از پس از فتح رم و الیبریوس چند ماه پس از او می‌میرند.

## درگذشتگان
- ۱۱ ژوئیه - آنتمیوس، امپراتور روم غربی (گردن زده شد)
- ۲۲ یا ۲۸ اکتبر یا ۲ نوامبر، الیبریوس، امپراتور روم غربی

‎